# Empresa Periodística El Norte S.A.
Empresa Periodística El Norte S.A. es una empresa chilena dedicada a las comunicaciones, informaciones, impresos y medios publicitarios y que tiene cobertura entre las regiones de Arica y Parinacota y Atacama.
Pertenece al consorcio periodístico de El Mercurio S.A.P. y tiene su sede central en Manuel Antonio Matta # 2112, en la ciudad de Antofagasta.
La empresa publica nueve periódicos en siete ciudades de las cuatro regiones más boreales de Chile. Ellos son:
- La Estrella de Arica
- La Estrella de Iquique
- La Estrella de Tocopilla
- El Mercurio de Antofagasta
- La Estrella del Norte
- El Mercurio de Calama
- La Estrella del Loa
- El Diario de Atacama
- La Estrella del Huasco

También edita una revista de circulación nacional: Norte Minero, y la empresa incluye una imprenta que es de su propiedad: Emelnor Impresores y Editores.